# Thomsonite-Ca
La thomsonite-Ca è un minerale, un silicato (tettosilicato) che appartiene al gruppo delle zeoliti.
Scoperta nel 1820, prende nome dal chimico scozzese Thomas Thomson (Crieff 1773 - Kilmun 1852). Un nome ormai desueto della
Thomsonite è farolite dal luogo in cui venne scoperta la prima volta: le Isole Faroe.

## Abito cristallino
La thomsonite-Ca si presenta con cristalli prismatici o tabulari allungati che spesso formano aggregati globulari, sferoidali, raggiati, fibrosi. I cristalli hanno una lucentezza elevata e una superficie liscia. I cristalli islandesi raggiungono anche 1 cm di lunghezza.

## Origine e giacitura
Si forma nelle vescicole gassose delle rocce vulcaniche e dei basalti olivinici.
È comune nelle geodi delle fonoliti e dei basalti e anche nelle sieniti nefeliniche.

## Forma in cui si presenta in natura
In druse cristalline, spesso associata ad altre zeoliti: natrolite, cabasite, okenite, phillipsite o ad apofillite e calcite. Non sempre è facile distinguere la natrolite dalla thomsonite. I cristalli della natrolite hanno la sezione quadrata, al contrario della thomsonite che ha i cristalli con una sezione diagonale. I cristalli ben definiti sono poco comuni.
Il colore oltre che bianco o incolore può essere anche rosato, aranciato o marrone, per la presenza d’impurezze.

## Località di rinvenimento
È stata segnalata ad Ùstí nad Labem in Repubblica Ceca., nei fiordi dell’est e dell’ovest dell’Islanda. La thomsonite è stata trovata anche nelle colate basaltiche del Deccan in India (Poona) ma è piuttosto rara. È presente nei basalti della Scozia e delle isole Föroyar in Danimarca.

## Usi
Minerale d’interesse scientifico e collezionistico.